# Notophryxus lateralis
Notophryxus lateralis is een pissebed uit de familie Dajidae. De wetenschappelijke naam van de soort is voor het eerst geldig gepubliceerd in 1885 door G. O. Sars.